# Chér (album)
Pour les articles homonymes, voir Cher.
Albums de Cher
The Sonny Side of Chér
(1966) With Love, Chér
(1967)
Chér est le troisième album de la chanteuse Cher, sorti aux États-Unis en octobre 1966 chez Imperial. Cher y collabore à nouveau avec Sonny Bono aux côtés de Harold Battiste et Stan Ross. Il s’agit d’un album de reprises, qui ne contient qu'une seule chanson originale, écrite par Sonny Bono. Cet album fut un succès commercial, placé en #59 au Classement du Billboard.

## Liste des chansons
| 1. | Sunny                             | Bobby Hebb                             | 3:06 |
| 2. | Twelfth of Never                  | Jerry Livingston, Paul Francis Webster | 2:14 |
| 3. | You Don't Have to Say You Love Me | Pino Donaggio, Vito Pallavicini        | 2:45 |
| 4. | I Feel Something in the Air       | Sonny Bono                             | 3:38 |
| 5. | Will You Love Me Tomorrow         | Gerry Goffin, Carole King              | 2:55 |
| 6. | Until It's Time for You to Go     | Buffy Sainte-Marie                     | 2:45 |

| 1. | Cruel War      | Paul Stookey, Peter Yarrow    | 3:40 |
| 2. | Catch the Wind | Donovan                       | 2:13 |
| 3. | The Pied Piper | Steve Duboff, Artie Kornfield | 2:24 |
| 4. | Homeward Bound | Paul Simon                    | 2:24 |
| 5. | I Want You     | Bob Dylan                     | 2:53 |
| 6. | Alfie          | Burt Bacharach, Hal David     | 2:48 |

## Personnel
- Cher - chant
- Sonny Bono - Producteur
- Harold Battiste - arrangeur, chef d'orchestre
- Stan Ross - ingénieur du son
- Woody Woodward - directeur artistique